# Horsefly River
Der Horsefly River ist ein Fluss im Cariboo Regional District in der kanadischen Provinz British Columbia. Der Horsefly River hat den Status eines British Columbia Heritage River.

## Flusslauf
Der Fluss hat seinen Ursprung in der Nähe des Wells Gray Provincial Park. Er mündet nach 98 km in den Quesnel Lake und ist somit ein Zufluss des Quesnel River, der selbst ein Nebenfluss des Fraser River ist. Der Horsefly River ist ein Laichgebiet von Rotlachs, Königslachs und Silberlachs.